# Butterbeans & Susie
Butterbeans y Susie fue un dúo cómico estadounidense formado por Jodie Edwards y Susie Hawthorne. Edward inició su carrera en 1910 como cantante y bailarín; mientras tanto, Hawthorne realizaba interpretaciones en el African American theater. Ambos se conocieron en 1916 cuando Hawthorne trabajaba en el coro del programa Smart Set. Se casaron el siguiente año en el escenario.
No realizaron interpretaciones como dúo cómico hasta los primeros años de la década de 1920, ya que únicamente habían estado de gira con la Theatre Owners Booking Association (TOBA) interpretando una comedia de un 'marido negro y su mujer' conocida como "Stringbeans and Sweetie May". Un promotor de dicha asociación propúso a Edwards que tomara el nombre escénico de "Butterbeans" para él y el nombre de "Susie" para su mujer; al poco tiempo, se presentaron como "Butterbeans and Susie".
Su interpretación, basada en una combinación de discusiones maritales, danzas cómicas y canciones hilarantes tuvo un gran éxito durante el tour de la asociación TOBA. Posteriormente interpretaron vaudeville, trabajando durante un tiempo con la compañía de 'minstrel' Rabbit Foot. Butterbeans and Susie publicaron varias grabaciones de canciones blues, entremezcladas en la comedía, a través de la compañía discográfica Okeh Records; así mismo, fueron protagonistas de una película producida exclusivamente por negros.
Butterbeans & Susie utilizaron su fama e influencia para ayudar a jóvenes comediantes negros. Un ejemplo de ello fue que tras ver la actuación de Moms Mabley en Dallas, la ayudaron a ganar aceptación y a que actuara en mejores lugares. Tras dejar el negocio del espectáculo siguieron manteniendo la amistad con muchos artistas negros del entretenimiento. Stepin Fetchit estúvo junto a la pareja durante la década de 1950 y 1960.

## Acto de la comedia
El acto cómico de Butterbeans y Susie mostraba claramente las diferencias entre ellos: Susie llevaba vestidos elegantes y era introducida en escena con elegancia, compostura e incluso con un tóque 'sexy'; Butterbeans, por otro lado, interpretaba el papel de bufón, con pantalones pequeños, sombrero y corbata achatados y con los zapatos desabrochados; Butterbans solía decir: "Te azotaré en la cabeza cada vez que respires; un tratamiento duro es el que justo necesitas.". Sin embargo, se creía que sus malos modales y bravocunerias eran fruto de su incapacidad por resistirse a los encantos de Susie.
A pesar de que Stringbeans y Sweetie puedan haber introducido elementos musicales y de baile, Butterbeans y Susie enfatizaron en la comedia; en el acto típico de la misma aparecía un dueto, una canción de blues interpretada por Susie, un baile y una pequeña actuación cómica. El humor solía estar centrado en el matrimonio o, más raramente, en la vida de los negros en general. Una de sus actuaciones más famosas fue "A Married Man's a Fool If He Thinks His Wife Don't Love Nobody but Him"; sus actuaciones o canciones, como la de Susie "I Want a Hot Dog for My Roll", estaban llenas de frases y palabras con doble significado:
I want a hot dog without bread you see.
'Cause I carry my bread with me.
...
I want it hot, I don't want it cold.
I want it so it fit my roll.
Esta canción estaba acompañada por el baile provocativo de Susie y por los patrones de 'llamada y respuesta' de Buttberbeans: "My dog's never cold!" "Here's a dog that's long and lean.". "I Want a Hot Dog for My Roll" fue una de las pocas canciones que la discográfica Okeh Records se negó a distribuir.
Este acto terminaba normalmente con una canción interpretada por Susie en la cual se mostraba al público que realmente ambos estaban felizmente casados, lo cual daba paso a la interpretación patentada por Butterbeans (consistente en una canción y un baile) denominada the Heebie Jeebies o the Itch. Durante este baile, Butterbeans metía las manos en los bolsillos y comenzaba a rascarse siguiendo el ritmo de la música; a medida que el ritmo de la canción se aceleraba, sacaba las manos de los bolsillos y se rascaba todo el cuerpo.